# NGC 1374
NGC 1374 је елиптична галаксија у сазвежђу Пећ која се налази на NGC листи објеката дубоког неба.
Деклинација објекта је - 35° 13' 33" а ректасцензија 3h 35m 16,6s. Привидна величина (магнитуда) објекта NGC 1374 износи 11,0 а фотографска магнитуда 12,0. Налази се на удаљености од 19,445 милиона парсека од Сунца. NGC 1374 је још познат и под ознакама ESO 358-23, MCG -6-8-29, AM 0333-352, FCC 147, PGC 13267.